# Lubuk Pendam (Merigi Sakti)
Lubuk Pendam is een bestuurslaag in het regentschap Bengkulu Tengah van de provincie Bengkulu, Indonesië. Lubuk Pendam telt 292 inwoners (volkstelling 2010).